# Нерухомі зорі

Земля обертається всередині небесної сфери, зорі якої видаються нам «нерухомими»

Геоцентрична система світу Тихо Браге із зовнішньою сферою «нерухомих» зір

Нерухо́мі зо́рі, нерухо́мі світи́ла (лат. stellae fixae) — історичне позначення тих небесних об'єктів, які, під час спостережень із Землі неозброєним оком, не змінюють свого видимого положення відносно інших світил за відносно короткий час (порівнянний із часом людського життя). До цієї категорії належать усі зорі, крім Сонця. Саме ж Сонце, планети й Місяць належать до рухомих зір або світил.

## Історія терміна
Термін «нерухомі зорі» є своєрідним відображенням розвитку людських уявлень про структуру світобудови. Вже в давнину було відомо, що основна частина небесних об'єктів (далекі від нас зорі) не змінює свого взаємного положення з року в рік, тоді як інші світила постійно і помітно переміщуються на їх тлі: до таких «рухомих» світил належать Місяць, Сонце і п'ять відомих здавна планет (Меркурій, Венера, Марс, Юпітер і Сатурн). Термін «планета» (в перекладі означає «блукаюче [світило]»; в широкому контексті і особливо в астрології Місяць і Сонце нерідко називають планетами досі) якраз є плодом цього протиставлення. Крім того, вже в давнину були відомі й інші відмінності планет (рухомих світил) від нерухомих зір: планети завжди переміщуються лише всередині відносно вузької смуги небесної сфери (званої зодіаком); крім того, планети, на відміну від нерухомих зір, практично не мерехтять. Комети в давні часи рідко розглядали як космічні об'єкти (як правило, їх трактували як атмосферні явища), тому їх зарахування до рухомих зір в історичному контексті досить умовне.
Вже давньогрецькі астрономи розпочали серйозну каталогізацію нерухомих зір. Біля витоків цих робіт стояли александрійські астрономи Тімохаріс і Арістілл (працювали в першій половині III століття до н. е.). Точніші вимірювання здійснив Гіппарх, який каталогізував до 129 року до н. е. близько 850 зір. Він же відкрив і явище прецесії рівнодень, порівнявши виміряні ним координати з даними Тімохаріса; однак гіпотезу про те, що зірки можуть змінювати своє положення, Гіппарх відкинув, зазначивши, що між його вимірами і даними Тімохаріса відрізняються лише екліптичні довготи, але не широти.
Аж до Нового часу ні загальні погляди на світобудову (вважалося, що видимі зорі прикріплені до далекої обертової «сфери нерухомих зір»), ні точність вимірювань не дозволяли відкрити власного руху далеких зір. Першовідкривачем цього руху став англійський астроном Едмунд Галлей (відкриття зроблено 1718 року). Остаточно факт власного руху далеких зір став загальновизнаним у 1770-і роки (завдяки ретельним вимірюванням Тобіаса Маєра і Невіла Маскеліна). Відтоді термін «нерухомі зорі» втратив початкове значення.

## Нинішнє використання терміна
Деякий час термін продовжували застосовувати в рамках класичної механіки: ним позначали опорну систему відліку, яка перебуває в спокої відносно абсолютного простору (вираз «відносно нерухомих зір» був синонімічним до звороту «відносно абсолютного простору»).
Нині термін має лише історичне і культурне значення. У розмовній мові зворот «нерухомі зорі» є синонімом «далеких зір», «усіх зір, крім Сонця». Аналогічне значення термін має і в астрології (Місяць, Сонце і планети Сонячної системи в астрології нерідко згадують як «планети» з метою особливо підкреслити їхній рух відносно «нерухомих зір»).